# Δ-杜松醇
δ-杜松醇是一种有机化合物，化学式为C15H26O。它是一种由许多植物以及一些动物和微生物产生的倍半萜醇，是白色晶体，溶于异丙醚和乙醇，也被称作榧叶醇、倍半告衣醇、荜澄茄醇、白茅醇等。
这个化合物可以指代它的任意两种同分异构体：(+)-或(−)-δ-杜松醇。(+)-异构体是由E. Shinozaki于1922 年从日本榧树的叶子中表征出来的，(-)-异构体是由Haagen-Smit等人于1951年从美国白皮松中分离出来的，其结构由Lars Westfelt于1970年测定。